# (35388) 1997 WY56
1997 WY56 (asteroide 35388) é um asteroide da cintura principal. Possui uma excentricidade de 0.18311870 e uma inclinação de 4.84589º.
Este asteroide foi descoberto no dia 25 de novembro de 1997 por Spacewatch em Kitt Peak.